# Rowan
Rowan és una població dels Estats Units a l'estat d'Iowa. Segons el cens del 2000 tenia 218 habitants.

## Demografia
Segons el cens del 2000, Rowan tenia 218 habitants, 93 habitatges, i 55 famílies. La densitat de població era de 150,3 habitants/km².
Dels 93 habitatges en un 28% hi vivien nens de menys de 18 anys, en un 49,5% hi vivien parelles casades, en un 7,5% dones solteres, i en un 39,8% no eren unitats familiars. En el 37,6% dels habitatges hi vivien persones soles el 28% de les quals corresponia a persones de 65 anys o més que vivien soles. El nombre mitjà de persones vivint en cada habitatge era de 2,34 i el nombre mitjà de persones que vivien en cada família era de 3,14.
Per edats la població es repartia de la següent manera: un 28,9% tenia menys de 18 anys, un 4,1% entre 18 i 24, un 24,8% entre 25 i 44, un 17% de 45 a 60 i un 25,2% 65 anys o més.
L'edat mediana era de 39 anys. Per cada 100 dones de 18 o més anys hi havia 78,2 homes.
La renda mediana per habitatge era de 25.000 $ i la renda mediana per família de 34.531 $. Els homes tenien una renda mediana de 26.500 $ mentre que les dones 18.750 $. La renda per capita de la població era de 13.077 $. Entorn del 5,1% de les famílies i el 6,3% de la població estaven per davall del llindar de pobresa.

## Poblacions més properes
El següent diagrama mostra les poblacions més properes.